# Plomer
|  | Aquest article tracta sobre Plomer. Vegeu-ne altres significats a «Plomer (desambiguació)». |

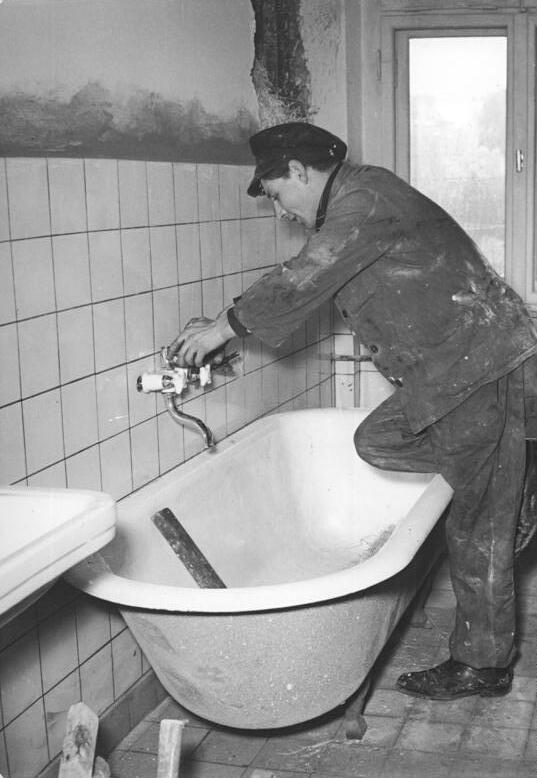
Plomer a Berlín el 1952.

El mot plomer, llauner, llanterner o lampista es va associar, gairebé fins a la fi del segle xx, amb el professional que s'ocupava de l'aigua, gas, calefacció i quasi tots els fluids i en algunes regions, també d'instal·lacions elèctriques.

## Destriança entreplomer,llaunerilampista
El plomer a l'origen era qui treballa o comercia en objectes o coses de plom i el plomaire qui treballa en objectes de plom.
No és igual de parlar de fontaner en català que parlar de fontanero en castellà. És a dir, no podem traduir 'fontanero' per 'fontaner' si no estem segurs del context en què apareix el mot.
El fontaner és l'obrer que té cura del bon funcionament de les fonts i de la distribució de l'aigua.
El lampista o llauner és la persona que instal·la o adoba les instal·lacions elèctriques, les conduccions d'aigua (que té cura del bon funcionament de les fonts i de la distribució de l'aigua), les conduccions de gas...
A l'origen el lampista era qui fabricava o venia llums, o qui posava i adobava instal·lacions d'enllumenament. Sembla que llanterner era el mot autèntic per lampista (pres del fr. directament, o del castellà via el francès) i com aquest canvià de significança quan ja no n'hi havia pels carrers, amb l'enllumenament elèctric automàtic. Antigament, quan una cassola o una paella es feia malbé ―li eixia un forat o perdia el mànec, per exemple―, la gent no la gitava al fem, sinó que llogaven els serveis d'un llanterner perquè la reparés. Així, els llanterners, seien a la porta de la casa i reparaven atifells i utensilis de la casa, com les ferrades, els poals. Aquest nom els venia de la llanterna que usaven (o bufador que empra per a soldar els tub i les canonades, "soplete" en castellà), potser per això al Principat en diuen "lampistes" perquè sembla que de la llanterna en deien "làmpada". Aquest ofici ha desaparegut, però no pas el mot llanterner, que ha passat a fer referència a la persona que instal·la o adoba les conduccions d'aigua, substitueix els vidres trencats, etc». És a dir, un ofici que abraça la fontaneria i altres reparacions de la casa.
El terme llauner no és sinònim absolut de lampista. L'ofici de llauner tan sols és sinònim de lampista i pot ser un equivalent de fontanero si fa referència al seu segon significat: "persona que instal·la o adoba les conduccions d'aigua, substitueix els vidres trencats, etc.".
A més d'aquest significat, com a derivat de llauna que és, llauner (o llander al País Valencià) té un significat primer i més propi, de "persona que es dedica a fer o a adobar objectes de llauna" (aquesta darrera significació no té res a veure amb l'accepció de lampista).
Segons la Classificació catalana d'ocupacions (CCO-94, adaptació de la CNO-94) els lampistes i instal·ladors de canonades (codi 7220) "munten, ajusten, instal·len i reparen accessoris de lampisteria, canonades, sistemes de desguàs i altres conductes" i els electricistes de la construcció i similars (codi 7230) "ajusten, regulen, munten i reparen les instal·lacions elèctriques".
És a dir, les feines d'un lampista són principalment d'aigua i de gas, però també pot adobar, encara que no s'especifiqui, instal·lacions elèctriques (que és, de fet, el que recullen els diccionaris generals); en canvi, un electricista solament pot fer feines d'electricitat. Així doncs, és incorrecte de parlar de fontaner com a persona que instal·la o adoba les instal·lacions elèctriques, les conduccions d'aigua o de gas, etc.; en aquest cas haurem de recórrer al terme lampista, o llauner com a sinònim complementari.

## Feina del plomer
El plomer és qui realitza instal·lacions d'aigua potable, aigua no potable i la recollida d'aigües pluvials i d'aigües residuals en els habitatges, locals comercials o indústries i tallers.
- Neteja de: Canonades, baixants, arquetes?/embocadures?/boqueres?) (cast. arqueta), sifons
- Inspecció de canonades amb càmera
- Localització d'arquetes amb detector
- Cuina, bany i calefacció: reparació de canonades, desguassos, trencaments de baixants, desatascos, aixeteria, filtracions.
- Subministrament i instal·lació de tota mena de lavabos i aigüeres. Banyeres, plats de dutxa, sanitaris.
- Ensaniment
- Col·lectors generals / pous.

Les altres instal·lacions, corresponen a gasistes, calefactors, electricistes, etc.

## Plomer instal·lador homologat
És l'obrer que disposa del document d'instal·lador d'aigua. I és exigible, almenys un, a cada empresa instal·ladora d'aigua.
Per a cada especialitat de les detallades més amunt cal un document professional diferent.

## Eines

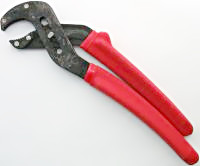
Clau extensible.

Per al seu treball els plomers utilitzen entre altres les següents eines:
- Bufador
- Alicates
- Claus fixes i clau anglesa
- Destapador
- Serra manual
- Flexòmetre
- Clau regulable d'aixeta
- Fregall d'alumini
- Tallador de tubs

## Materials emprats en plomeria

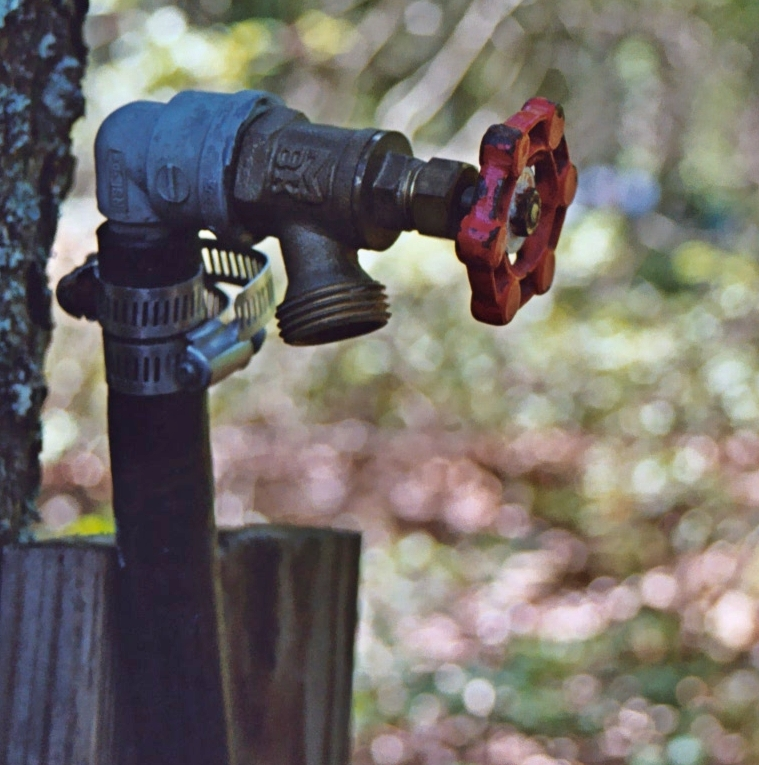
Aixeta de camp.

- Canonada de PVC
- Canonada de coure
- Abraçadora per a tub
- aixetes
- Estany per a soldar
- Mecanisme de cisterna de vàters

- Ferro dúctil
- Coure
- Plom
- Polipropilè

Baixants de desguàs
- PVC

Sistemes de calefacció
- Coure
- Ferro

Instal·lacions de gas
- Coure
- Ferro